# Olympische Sommerspiele 2012/Leichtathletik – 4 × 400 m (Frauen)

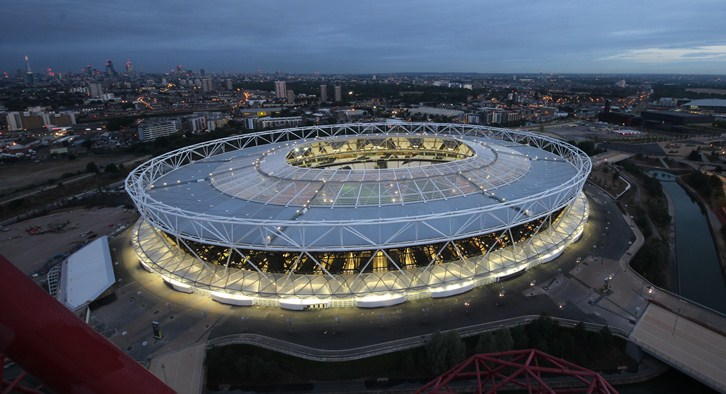
Das Olympiastadion von London im Jahr 2015

Die 4-mal-400-Meter-Staffel der Frauen bei den Olympischen Spielen 2012 in London wurde am 10. und 11. August 2012 im Olympiastadion London ausgetragen. 71 Athletinnen in sechzehn Teams nahmen teil.
Olympiasieger wurde die Staffel der USA mit DeeDee Trotter, Allyson Felix (Finale), Francena McCorory und Sanya Richards-Ross (Finale) sowie im Vorlauf außerdem Keshia Baker und Diamond Dixon.
Silber ging an Jamaika mit Christine Day, Rosemarie Whyte, Shericka Williams, Novlene Williams-Mills (Finale); im Vorlauf außerdem Shereefa Lloyd.
Die Ukraine gewann Bronze in der Besetzung Alina Lohwynenko, Olha Semljak, Hanna Jaroschtschuk und Natalija Pyhyda.
Auch die im Vorlauf für die Medaillengewinnerinnen eingesetzten Läuferinnen aus den Vereinigten Staaten und Jamaika erhielten entsprechendes Edelmetall.
Die Staffel Deutschlands schied in der Vorrunde aus. Staffeln aus der Schweiz, Österreich und Liechtenstein nahmen nicht teil.

## Aktuelle Titelträgerinnen
| Olympiasiegerinnen                      | USA       | 3:18,54 min | Peking 2008       |
| Weltmeisterinnen                        | USA       | 3:18,09 min | Daegu 2011        |
| Europameisterinnen                      | Ukraine   | 3:25,07 min | Helsinki 2012     |
| Zentralamerika und Karibik-Meisterinnen | Jamaika   | 3:29,86 min | Mayagüez 2011     |
| Südamerika-Meisterinnen                 | Brasilien | 3:31,66 min | Buenos Aires 2011 |
| Asienmeisterinnen                       | Japan     | 3:35,00 min | Kōbe 2011         |
| Afrikameisterinnen                      | Nigeria   | 3:28,77 min | Porto-Novo 2012   |
| Ozeanienmeisterinnen                    | Fidschi   | 3:59,33 min | Cairns 2012       |

## Bestehende Rekorde
| Weltrekord         | Sowjetunion Tazzjana Ljadouskaja, Olga Nasarowa, Marija Pinigina, Olha Bryshina | 3:15,17 min | Finale OS Seoul, Südkorea | 1. Oktober 1988 |
| Olympischer Rekord | Sowjetunion Tazzjana Ljadouskaja, Olga Nasarowa, Marija Pinigina, Olha Bryshina | 3:15,17 min | Finale OS Seoul, Südkorea | 1. Oktober 1988 |

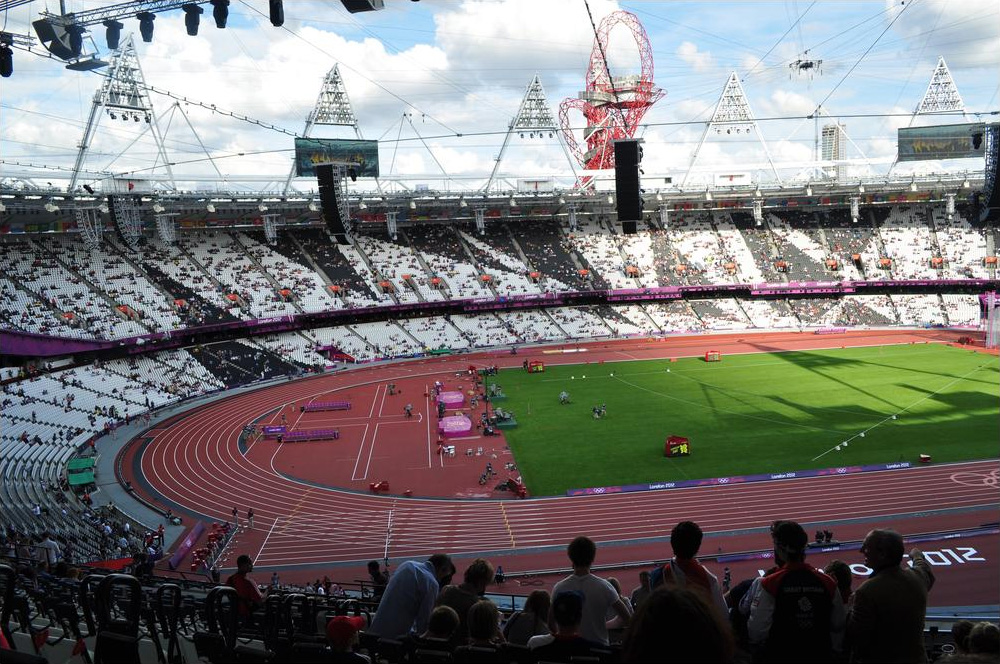
Das Olympiastadion während der Spiele

Der bestehende olympische Rekord, gleichzeitig Weltrekord, wurde bei diesen Spielen nicht erreicht. Die schnellste Zeit erreichte die siegreiche US-Staffel, die sie im Finale am 11. August mit 3:16,87 Minuten erzielte. Damit verfehlte sie den Rekord um 1,70 Sekunden.
Anmerkung:
Alle Zeiten in diesem Beitrag sind nach Ortszeit London (UTC±0) angegeben.

## Doping
- In diesem Wettbewerb war eine Staffel, die Mannschaft Russlands, von gleich fünf Dopingfällen betroffen, sodass ihr Resultat – zunächst Rang zwei – annulliert wurde:
  - Antonina Kriwoschapka wurde bei Nachkontrollen von Proben positiv auf das anabole Steroid Dehydrochlormethyltestosteron (Turinabol) getestet. Dies wurde vom IOC am 1. Februar 2017 bekanntgegeben. Ihre Resultate im 400-Meter-Einzellauf (zunächst Sechste) und in der 4-mal-400-Meter-Staffel wurden allesamt annulliert. Somit verloren die russischen Staffelläuferinnen ihre Medaillen, Jamaika rückte auf den Silberrang und die Ukraine auf den Bronzerang vor.[2]
  - Am 30. November 2017 gab der Weltleichtathletikverband dann bekannt, dass auch die im Vorlauf eingesetzte Natalja Nasarowa bei Nachtests der Einnahme von Dehydrochlormethyltestosteron überführt wurde.[3]
  - Mit Julija Guschtschina wurde bei Nachtests von Dopingproben der Olympischen Spiele 2012 eine dritte Läuferin der russischen Staffel des Verstoßes gegen die Antidopingbestimmungen überführt. Ihr wurde der Gebrauch der verbotenen Mittel Dehydrochlormethyltestosteron und Stanozolol nachgewiesen. Als 400-Meter-Einzelläuferin war sie im Halbfinale ausgeschieden, auch dieses Resultat wurde annulliert.[4]
  - Anastassja Kapatschinskaja wurde bei Nachtests früherer Dopingproben Dopingmissbrauchs überführt, auch sie hatte Dehydrochlormethyltestosteron und Stanozolol zur Leistungssteigerung eingesetzt. Alle ihre seit 2008 erzielten Resultate wurden gestrichen.[5]
  - Im Februar 2019 schließlich wurde Tatjana Firowa durch Auswertung früherer Dopingproben des Verstoßes gegen die Antidopingbestimmungen überführt.[6]
- In der ebenfalls disqualifizierten Staffel der Türkei, die im Vorlauf ausgeschieden war, gab es zwei Läuferinnen, die gegen die Antidopingbestimmungen verstoßen hatten:
  - Pınar Saka wurde aufgrund von Veränderungen der Blutwerte in ihrem Biologischen Pass Dopingmissbrauch nachgewiesen und so wurde das türkische Team disqualifiziert. Von der Disqualifikation ebenfalls betroffen war Sakas 400-Meter-Einzelresultat, auch dort war sie im Vorlauf ausgeschieden.[7]
  - Meliz Redif wurden ebenfalls aufgrund von Irregularitäten in ihrem Biologischen Pass, die am 26. Juni 2012 festgestellt wurden, ihre von 2011 bis 2013 erzielten Resultate aberkannt. Sie erhielt eine Sperre vom 31. März 2015 bis 30. März 2018.[8]
- Die dritte disqualifizierte Staffel war Belarus – im Vorlauf ausgeschieden. In diesem Team hatte eine Läuferin gegen die Antidopingbestimmungen verstoßen:
  - Swjatlana Ussowitsch wurde bei Nachtests früherer Dopingproben der Einsatz von Dehydrochlormethyltestosteron (Turinabol) nachgewiesen, was zur Disqualifikation der belarussischen Staffel führte.[9]

Leidtragende waren hier in erster Linie die Athletinnen aus zwei Staffeln:
- Ukraine – Die Läuferinnen erhielten erst mit mehreren Jahren Verspätung ihre bronzenen Medaillen und konnten nicht an der Siegerehrung teilnehmen.
- Kuba – Diesem Team wurde die Finalteilnahme verwehrt. Über die Zeitregel wäre Kuba eigentlich im Finale startberechtigt gewesen.

## Vorläufe
Es wurden zwei Vorläufe durchgeführt. Für das Finale qualifizierten sich pro Lauf die ersten drei Staffeln (hellblau unterlegt). Darüber hinaus kamen die zwei Zeitschnellsten, die sogenannten Lucky Loser (hellgrün unterlegt), weiter.

### Vorlauf 1
10. August 2012, 19:10 Uhr
| Platz | Nation      | Besetzung                                                                | Zeit (min) | Anmerkung                              |
| ----- | ----------- | ------------------------------------------------------------------------ | ---------- | -------------------------------------- |
| 1     | Jamaika     | Christine Day Shereefa Lloyd (Vorlauf) Shericka Williams Rosemarie Whyte | 3:25,13    |                                        |
| 2     | Ukraine     | Olha Semljak Alina Lohwynenko Hanna Jaroschtschuk Natalija Pyhyda        | 3:25,90    |                                        |
| 3     | Frankreich  | Phara Anacharsis Muriel Hurtis Marie Gayot Floria Gueï                   | 3:25,94    |                                        |
| 4     | Nigeria     | Omolara Omotosho Idara Otu (Vorlauf) Bukola Abogunloko Regina George     | 3:26,29    |                                        |
| 5     | Kuba        | Aymée Martínez Diosmely Peña Yaimeisi Borlot Daisurami Bonne             | 3:27,41    | eigentlich für das Finale qualifiziert |
| 6     | Italien     | Chiara Bazzoni Elena Maria Bonfanti Libania Grenot Maria Enrica Spacca   | 3:29,01    |                                        |
| 7     | Deutschland | Esther Cremer Janin Lindenberg Maral Feizbakhsh Fabienne Kohlmann        | 3:31,06    |                                        |
| DOP   | Belarus     | Alena Kijewitsch Iryna Chljustawa Ilona Ussowitsch Swjatlana Ussowitsch  | 3:26,52    | [ 9 ]                                  |

### Vorlauf 2
10. August 2012, 19:21 Uhr
| Platz | Nation         | Besetzung                                                                                          | Zeit (min) | Anmerkung                 |
| ----- | -------------- | -------------------------------------------------------------------------------------------------- | ---------- | ------------------------- |
| 1     | USA            | Keshia Baker (Vorlauf) Francena McCorory Diamond Dixon (Vorlauf) DeeDee Trotter                    | 3:22,09    |                           |
| 2     | Großbritannien | Shana Cox Lee McConnell Eilidh Doyle (Vorlauf) Christine Ohuruogu                                  | 3:25,05    |                           |
| 3     | Tschechien     | Denisa Rosolová Zuzana Bergrová Jitka Bartoničková Zuzana Hejnová                                  | 3:26,20    |                           |
| 4     | Polen          | Iga Baumgart Justyna Święty Anna Jesień Patrycja Wyciszkiewicz                                     | 3:30,15    |                           |
| 5     | Irland         | Marian Heffernan Joanne Cuddihy Jessie Barr Michelle Carey                                         | 3:30,55    |                           |
| 6     | Brasilien      | Joelma Sousa Jaílma de Lima Aline dos Santos Geisa Aparecida Coutinho                              | 3:32,95    |                           |
| DOP   | Russland       | Julija Guschtschina Tatjana Firowa Natalja Nasarowa (Vorlauf) Anastassja Kapatschinskaja (Vorlauf) | 3:23,11    | für das Finale zugelassen |
| DOP   | Türkei         | Pınar Saka Meliz Redif Birsen Engin Sema Apak                                                      | 3:34,71    | [ 7 ] [ 8 ]               |

## Finale
11. August 2012, 20:40 Uhr
| Platz | Nation         | Besetzung | Zeit (min) | Anmerkung                                                |
| ----- | -------------- | --- | ---------- | -------------------------------------------------------- |
| 1     | USA            | DeeDee Trotter Allyson Felix (Finale) Francena McCorory Sanya Richards-Ross (Finale) im Vorlauf außerdem: Keshia Baker Diamond Dixon                        | 3:16,87    |                                                          |
| 2     | Jamaika        | Christine Day Rosemarie Whyte Shericka Williams Novlene Williams-Mills (Finale) im Vorlauf außerdem: Shereefa Lloyd                                         | 3:20,95    |                                                          |
| 3     | Ukraine        | Alina Lohwynenko Olha Semljak Hanna Jaroschtschuk Natalija Pyhyda                                                                                           | 3:23,57    |                                                          |
| 4     | Großbritannien | Shana Cox Lee McConnell Perri Shakes-Drayton (Finale) Christine Ohuruogu im Vorlauf außerdem: Eilidh Doyle                                                  | 3:24,76    |                                                          |
| 5     | Frankreich     | Phara Anacharsis Muriel Hurtis Marie Gayot Floria Gueï | 3:25,92    |                                                          |
| 6     | Tschechien     | Denisa Rosolová Zuzana Bergrová Jitka Bartoničková Zuzana Hejnová                                                                                           | 3:27,77    |                                                          |
| DSQ   | Nigeria        | Omolara Omotosho Muizat Ajoke Odumosu (Finale) Regina George Bukola Abogunloko im Vorlauf außerdem: Idara Otu                                               |            | Weltleichtathletikverband, Regel 163.3a – Bahnübertreten |
| DOP   | Russland       | Julija Guschtschina Antonina Kriwoschapka (Finale) Tatjana Firowa Natalja Antjuch (Finale) im Vorlauf außerdem: Natalja Nasarowa Anastassja Kapatschinskaja | 3:20,23    | [ 4 ] [ 2 ] [ 6 ] [ 3 ] [ 5 ]                            |

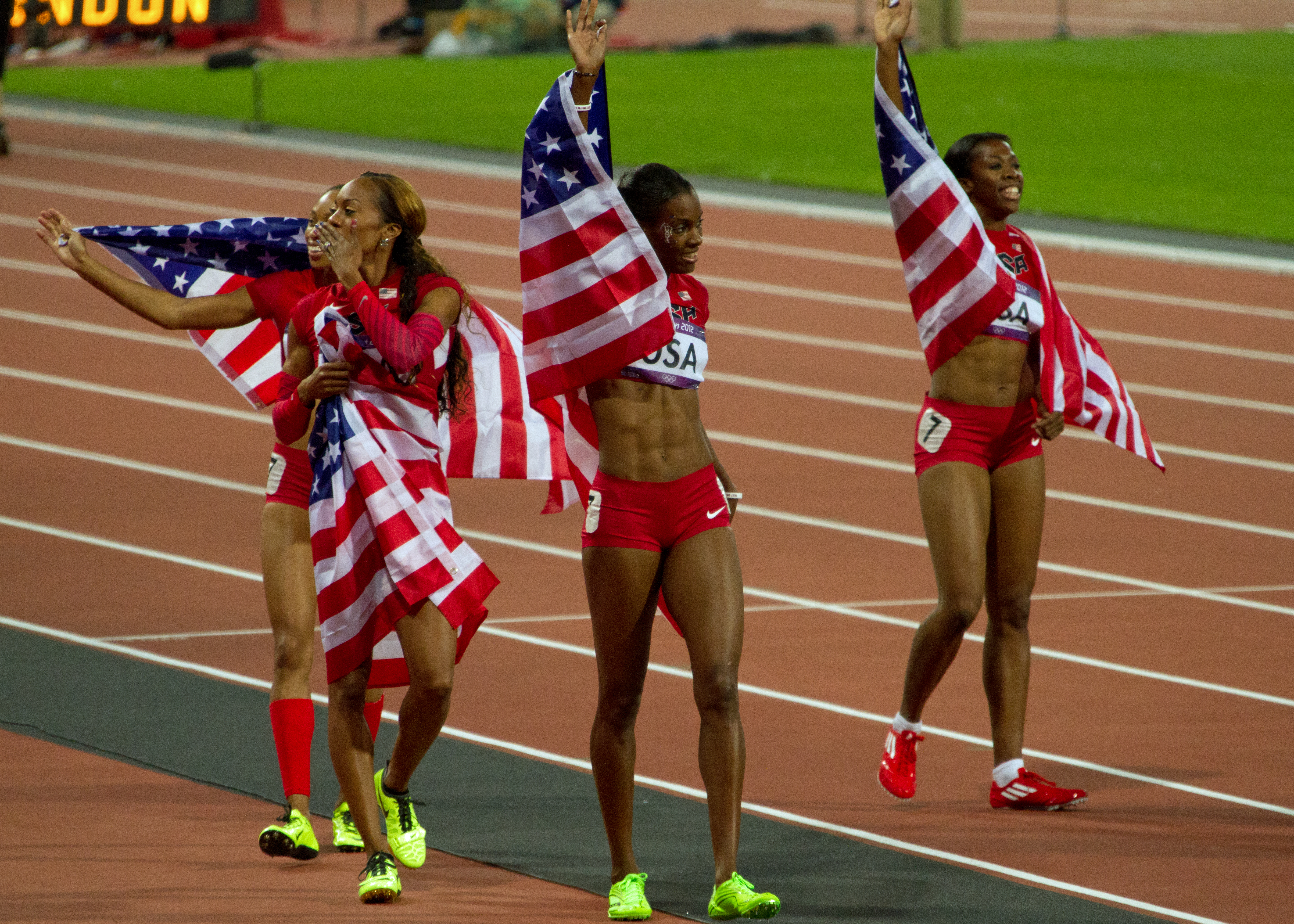
Die Olympiasiegerinnen aus den USA (v. l. n. r.):
Allyson Felix (verdeckt):, Sanya Richards-Ross, DeeDee Trotter, Francena McCorory

Als Favoritinnen gingen die US-Amerikanerinnen an den Start.
Für das Finale gab es folgende Besetzungsänderungen:
- USA – Allyson Felix lief für Keshia Baker, Sanya Richards-Ross für Diamond Dixon.
- Jamaika – Novlene Williams-Mills lief anstelle von Shareefa Lloyd.
- Großbritannien – Perri Shakes-Drayton ersetzte Eilidh Child.
- Nigeria – Muizat Ojoke Odumosu ersetzte Idara Otu.
- Russland – Antonina Kriwoschapka wurde für Natalja Nasarowa, Natalja Antjuch für Anastassija Kapatschinskaja eingesetzt.

Die Startläuferin der USA DeeDee Trotter brachte ihre Staffel auf der ersten Runde an die Spitze. Im weiteren Verlauf bauten die US-Läuferinnen ihre Führung stetig weiter aus und erreichten das Ziel mit einem deutlichen Vorsprung. Rang zwei belegte die Mannschaft Jamaikas mit einem Rückstand von mehr als zwei Sekunden. Weitere zweieinhalb Sekunden zurück errang die Ukraine Bronze mit mehr als einer Sekunde Vorsprung vor den Britinnen.
Im elften olympischen Finale gewannen die US-Athletinnen die sechste Goldmedaille für ihr Land. Es war deren fünfter Sieg in Folge.

## Videolinks
- Women's 4 × 400m Relay Round 1 - London 2012 Olympics, youtube.com, abgerufen am 18. April 2022
- USA Win 4x400m Relay Gold - London 2012 Olympics, youtube.com, abgerufen am 18. April 2022